# ذا ديب
ذا ديب أو العمق (بالإنجليزية: The Deep) مسلسل رسوم متحركة تلفزيوني من إنتاج أسترالي كندي مبنية على أساس الكتاب الهزلي الذي أعده توم تايلور وجيمس بروير ونشرته جيمس بروير. تم اختيار المسلسل من قبل تكنيكولور وتم إنتاجه بواسطة ستارك للإنتاج واستوديو الرسوم المتحركة الكندي نيرد كوربس إينترتينميت، وهي شركة تابعة لـ دي اتش اكس ميديا. بتكليف من هيئة البث الأسترالية، تم عرضه لأول مرة في 1 ديسمبر 2015 وبدأ البث في كندا في الشهر التالي على عائلة كرغد. حصلت نتفلكس على حقوق SVOD الأمريكية، وبدأ البث في أمريكا في 1 يونيو 2016. في 8 فبراير 2018، أعلنت DHX ميديا أنه تم تجديد المسلسل للموسم الثالث.

## نبذة
يسرد المسلسل قصة عائلة نيكتون، وهي عائلة من المغامرين تحت الماء الذين يعيشون على متن غواصة حديثة للغاية، واستكشاف مناطق غير معروفة من محيطات الأرض لكشف أسرار الأعماق. مات أسلاف عائلة نيكتون وهم يحاولون حل لغز كيفية الوصول إلى مدينة ليموريا المفقودة ورفضوا التخلي عنها. الآن، وبفضل صديق العائلة نيريوس، تعرف عائلة نيكتون سبب انجذابهم إلى حل الألغاز تحت الماء؛ لأنهم من نسل الليموريون.

## روابط خارجية
- ذا ديب على موقع IMDb (الإنجليزية)
- ذا ديب على موقع نتفليكس (الإنجليزية)
- ذا ديب على موقع فيلمافينيتي (الإسبانية)
- ذا ديب على موقع كينوبويسك (الروسية)
- ذا ديب على موقع ألو سيني (الفرنسية)
- ذا ديب على موقع قاعدة بيانات الفيلم (الإنجليزية)

- The Deep  في قاعدة بيانات الأفلام على الإنترنت (بالإنجليزية)
- The Deep graphic novels published by Gestalt Comics
- The Deep Official Website